# ストロベリーチップス
「ストロベリーチップス」（Strawberry Chips）は、HALCALIの4枚目のシングル。2003年11月26日にFLMEから発売。

## 概要
前作「ギリギリ・サーフライダー」から約4か月半ぶりのシングル。インデックス「えらべる　J-POP」CMソング。コピーコントロールCD仕様。初回限定盤と通常盤の2形態で発売。

## 収録曲
特記以外　全作詞：RYO-Z　作曲・編曲：DJ FUMIYA

### 初回限定盤
1. ストロベリーチップス　6:04
2. 二福星　3:44
3. この世界に、この両手に　5:31
作詞：BIKKE　作曲：高野寛・斉藤哲也　編曲：Nathalie Wise
4. スラローム'03 "ゲレンデの女王"　3:33
作詞：KOHEI JAPAN　作曲・編曲：HALFBY
5. ストロベリーチップス（2人ともいないヴァージョン）　6:04

### 通常盤
1. ストロベリーチップス　6:04
2. 二福星　3:44
3. ストロベリーチップス（2人ともいないヴァージョン）　6:04